# Crkva sv. Martina (Bojčano)
Crkva sv. Martina  je rimokatolička crkva u mjestu Bojčano, općini Zagorska sela, zaštićeno kulturno dobro.

## Opis dobra
Pravilno orijentirana, jednobrodna crkva sv. Martina, smještena na vrhu brežuljka izvan naselja Bojačno, spominje se u izvorima 17. st. kao kapela župe Zagorska Sela, a prvi opis je iz 1793. g. Krajem 18. st. prigrađeni su nova svođena lađa i zvonik. Tlocrtnu osnovu crkve, koja ima blago lomljenu os, čine izduženo svetište šire od lađe s plitkim poligonalnim zaključkom i nešto uža pravokutna lađa te zvonik nad pročeljem kroz čiji se južni ulaz pristupa u crkvu. Južno od svetišta smještena je sakristija. Vanjskim izgledom dominira zvonik nad zabatnim pročeljem te izduženo svetište. Vanjština crkve je bogata dekorativnim motivima, osobito na pročelju.

## Zaštita
Pod oznakom Z-2357 zavedena je kao nepokretno kulturno dobro - pojedinačno, pravnog statusa zaštićena kulturnog dobra, klasificirano kao "sakralna graditeljska baština".